# Paralichthys californicus
Paralichthys californicus är en fiskart som först beskrevs av Ayres, 1859.  Paralichthys californicus ingår i släktet Paralichthys och familjen Paralichthyidae. IUCN kategoriserar arten globalt som livskraftig. Inga underarter finns listade i Catalogue of Life.